# 路珠
路珠（1497年—？），字子明，號百泉，河南衛輝府新鄉縣人，民籍，明朝政治人物。

## 生平
河南鄉試第三十三名舉人。嘉靖八年（1529年）中式己丑科會試第一百五十七名，登第三甲第一百九十八名進士。歷官直隶太平府知府、按察司副使，致仕。

## 家族
曾祖路坦；祖父路通；父路睿，母曹氏。具庆下。兄路寶。